# Língua savosavo
Savosavo é uma língua da família Salomão Central, falada na Ilha Savo, ao noroeste de Guadalcanal, nas Ilhas Salomão. 
Por não fazer parte da família Austronésia, como grande parte das línguas da região, o savosavo foi categorizado como uma língua papua. Como essa classificação é fundamentada no não pertencimento a certa família línguistica, as línguas papuas apresentam muitas diferenças entre si, de modo que mesmo a porcentagem de vocabulário em comum entre o savosavo e o lavukaleve — o par com maior compatibilidade léxica entre as línguas papuas — ainda é menor que a porcentagem referente ao savosavo e às línguas austronésias vizinhas.
Atualmente, existem cerca de 2.420 falantes do savosavo, porém, esse número vem diminuindo, visto que as novas gerações utilizam o inglês, língua oficial das Ilhas Salomão, e o pijin das Ilhas Salomão de forma cada vez mais frequente. Dessa maneira, de acordo com a classificação da UNESCO, a língua savosavo é considerada definitivamente ameaçada.

## Etimologia
Em savosavo, é possível utilizar a reduplicação de substantivos como ferramenta de derivação de palavras. Nomes de línguas, em específico, são formados por meio da repetição do nome do local onde a língua é falada, o que também acontece no endônimo do savosavo.

## Distribuição

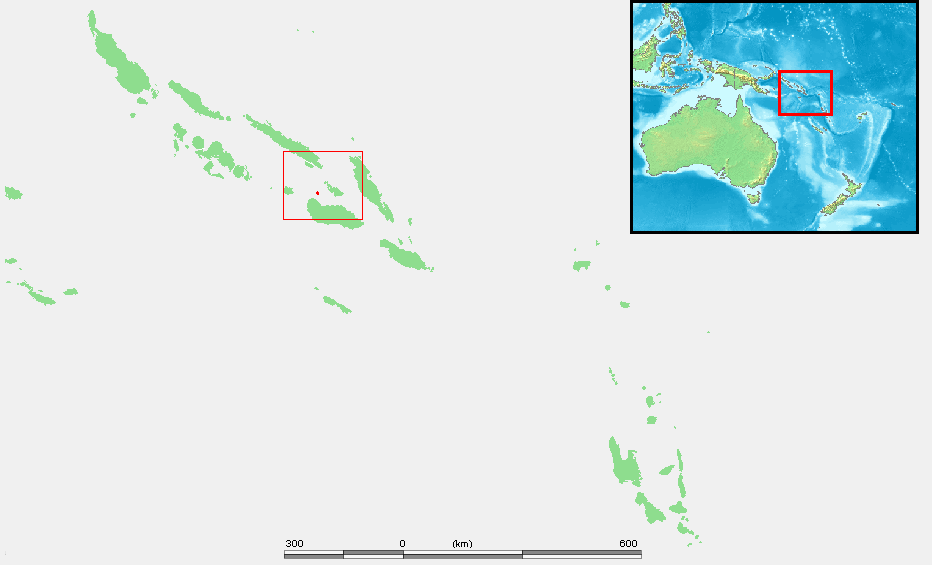
Mapa indicando a localização da Ilha Savo.

No geral, o savosavo é a língua primária da Ilha Savo. Ele é uma das línguas papuas com maior quantidade de vocabulário compartilhado com as línguas austronésias vizinhas, principalmente com o gela, língua primária no nordeste da Ilha Savo, e com o ghari, importante língua de contato na região sul da ilha.
Além disso, a consolidação do pijin das Ilhas Salomão como língua franca do país também deixou marcas no savosavo. Atualmente, o pijin costuma ser ensinado às crianças pouco depois do savosavo, de modo que apenas um quarto das crianças com menos de 14 anos falantes de savosavo não sabem falar pijin.
Devido a esse contato com as línguas austronésias, o pijin e o inglês, o vocabulário do savosavo está permeado por empréstimos.

## Fonologia
A fonologia do Savosavo não apresenta diferenças consideráveis em relação às línguas austronésias vizinhas, apenas apresenta alguns fonemas consonantais a mais — a consoante oclusiva palatal /ɟ/, a nasal palatal /ɲ/ e a aproximante bilabial /β̞ /.
De modo geral, o Savosavo possui 22 fonemas, 17 consoante e 5 vogais.

### Consoantes
Na língua Savosavo, existem quatro pontos de articulação (bilabial, alveolar, palatal e velar) e seis maneiras de articulação (oclusiva, nasal, fricativa, vibrante, lateral e aproximante) para as consoantes.
|             | Bilabial | Alveolar | Palatal | Velar |
| ----------- | -------- | -------- | ------- | ----- |
| Oclusiva    | p b      | t d      | ɟ       | k ɡ   |
| Nasal       | m        | n        | ɲ       | ŋ     |
| Fricativa   |          | s z      |         |       |
| Vibrante    |          | r        |         |       |
| Lateral     |          | l        |         |       |
| Aproximante | β̞        |          |         | ɰ     |

Embora o fonema fricativo labiodental / f/ esteja presente no vocabulário do Savosavo, ele não é próprio dessa língua, visto que está limitado a empréstimos recentes do Pijin e à fala de indivíduos com maior proficiência em inglês ou no próprio Pjin. De modo geral, em grande parte dos empréstimos em que o fonema /f/ está presente, ele é substituído por /p/ ou /β̞ /.

### Vogais
O savosavo apresenta 5 vogais — /a/, /e/, /i/, /o/ e /u/ — e a combinação /ai/, considerada um ditongo em alguns contextos.
|              | Anterior | Central | Posterior |
| ------------ | -------- | ------- | --------- |
| Fechada      | i        |         | u         |
| Meio-fechada | e        |         | o         |
| Aberta       |          | a       |           |

Não há diferença entre vogais longas e curtas, porém, em monossílabos, a vogal tende a ser estendida.
As vogais /e/, /i/, /o/ e /u/ variam livremente entre seus alofones:
- /i/ ~ /ɪ/ ~ /ɨ/
- /e/ ~ /ɛ/ ~ /ə/
- /o/ ~ /ɔ/
- /u/ ~ /ʊ/

## Ortografia
Existem diferentes ortografias utilizadas na Ilha Savo. As mais utilizadas são as introduzidas pela Igreja Anglicana e pela Igreja Católica, que utilizam dígrafos para representar certos sons que, em outras variantes, são representados com diacríticos ou letras em itálico.
O uso de alfabetos diferentes é um dos fatores contribuintes para o baixo nível de alfabetização em savosavo, visto que gera certa insegurança e confusão acerca de representações semelhantes, como o gn e o ng. Assim, o savosavo é raramente utilizado em sua forma escrita, fazendo-se presente em bilhetes curtos, avisos ao público e, ocasionalmente, cartas pessoais. De modo geral, os habitantes da Ilha Savo acreditam que seria preferível ter apenas uma ortografia, porém não foi tomada nenhuma decisão acerca da versão a ser utilizada.
| Fonema | Anglicano | Católico | Outras variantes | Aproximação para o português        |
| ------ | --------- | -------- | ---------------- | ----------------------------------- |
| /a/    | A a       | A a      |                  | cara                                |
| /b/    | B b       | B b      |                  | barco                               |
| /d/    | D d       | D d      |                  | dedo                                |
| /e/    | E e       | E e      |                  | pelo                                |
| /g/    | G g       | Q q      | G g              | gato                                |
| /ɰ/    | Gh gh     | G g      |                  | não há equivalência no português    |
| /i/    | I i       | I i      |                  | item                                |
| /ɟ/    | J j       | J j      |                  | não há equivalência no português    |
| /k/    | K k       | K k      |                  | casa                                |
| /l/    | L l       | L l      |                  | lado                                |
| /m/    | M m       | M m      |                  | mapa                                |
| /n/    | N n       | N n      |                  | neto                                |
| /ɲ/    | Gn gn     | Gn gn    | Ñ ñ              | amanhã                              |
| /ŋ/    | Ng ng     | Ng ng    | ɴ                | sing, no inglês                     |
| /o/    | O o       | O o      |                  | bobo                                |
| /p/    | P p       | P p      |                  | pato                                |
| /r/    | R r       | R r      |                  | arara                               |
| /s/    | S s       | S s      |                  | sapo                                |
| /t/    | T t       | T t      |                  | tato                                |
| /u/    | U u       | U u      |                  | uva                                 |
| /β̞/    | V v       | V v      |                  | não há correspondência no português |
| /z/    | Z z       | Z z      |                  | zíper                               |

## Gramática

### Pronomes

#### Pessoais
O savosavo apresenta dois tipos de pronomes pessoais — livres e enclíticos.
Os pronomes pessoais livres são categorizados por pessoa, número e, na terceira pessoa do singular, gênero. Na primeira pessoa do plural, há também a distinção entre a inclusão ou exclusão do interlocutor.
Esses pronomes funcionam como núcleo de sintagmas nominais ou como modificadores adnominais possessivos, função em que podem receber o sufixo genitivo.
|           |           | Singular | Dual  | Plural     |
| --------- | --------- | -------- | ----- | ---------- |
| 1ª pessoa | inclusivo |          | mai   | mai        |
| 1ª pessoa | exclusivo | angi/ai  | aghe  | ave        |
| 2ª pessoa | 2ª pessoa | no       | pe    | me         |
| 3ª pessoa | masculino | lo/la    | to/ta | ze/zepo/za |
| 3ª pessoa | feminino  | ko/ka    | to/ta | ze/zepo/za |

As diferentes formas da terceira pessoa do plural são utilizadas de acordo com o contexto. Ze deve ser usado quando for o núcleo e um sintagma nominal marcado pela partícula nominativa -na. Já zepo é a única escolha quando for o núcleo de um sintagma nominal em uma frase posposicional iniciada por -aka (com), em sintagmas nominais funcionando como objetos em uma frase verbal  e em sintagmas nominais marcados pelo enclítico -e. Alguns contextos permitem o uso de ambas as formas:
- Zu zepo (ze)e mane oma savosavoghu lolomi. – Mas eles não sabem como falar savosavo.

Os pronomes pessoais enclíticos, por sua vez, são pronomes do caso reto que podem ser utilizados a penas para sujeitos sintáticos. Eles não possuem acento primário e nunca são o núcleo de um sintagma nominal, mas são ligados ao primeiro componente de uma oração e podem coexistir com pronomes livres do caso reto ou outros sintagmas nominais referentes ao sujeito:
- Aiva kise sua ghora pononge te matali(-i). – Eu só quero meu escudo de guerra.

Além disso, eles não podem modificar ou ser modificados por nenhum elemento da oração, sendo geralmente utilizados em frases verbais e em um certo tipo de frase nominal locativa.
|           |           | Singular | Dual | Plural |
| --------- | --------- | -------- | ---- | ------ |
| 1ª pessoa | inclusivo |          | me   | me     |
| 1ª pessoa | exclusivo | nge      | ghe  | ve     |
| 2ª pessoa | 2ª pessoa | no       | pe   | me     |
| 3ª pessoa | masculino | lo       | to   | ze     |
| 3ª pessoa | feminino  | gho      | to   | ze     |

Reconhecer se um pronome pessoal é livre ou enclítico demanda um grande conhecimento da gramática do savosavo e do contexto em que o termo foi utilizado, já que apenas as formas da primeira pessoa e da terceira pessoa do singular diferem entre as duas categorias.

#### Possessivos
No savosavo, os pronomes possessivos são sempre o núcleo de um sintagma nominal e não podem ser utilizados como modificadores adnominais. Eles podem ser modificados apenas por determinantes ou por um sintagma nominal que denota o que é possuído.
Os pronomes possessivos derivam dos pronomes pessoais livres por sufixação, sendo acrescentado -ma se o que é possuído estiver na terceira pessoa do singular no feminino e -a nos outros casos. Pronomes monossilábicos, por sua vez, sofrem reduplicação. 
Os pronomes possessivos concordam em gênero, número e pessoa com "quem possui", mas denotam o que é possuído. A variação em número deste pode ser indicada pelos enclíticos numerais =(za)lo e =gha.
|           |           | Singular     | Dual         | Plural       |
| --------- | --------- | ------------ | ------------ | ------------ |
| 1ª pessoa | inclusivo |              | maia/maima   | maia/maima   |
| 1ª pessoa | exclusivo | angia/angima | aghea/aghema | avea/avema   |
| 2ª pessoa | 2ª pessoa | nonoa/nonoma | pepea/pepema | memea/memema |
| 3ª pessoa | masculino | loloa/loloma | totoa/totoma | zezea/zezema |
| 3ª pessoa | feminino  | kokoa/kokoma | totoa/totoma | zezea/zezema |

### Verbos
Os verbos são a maior classe de palavras em savosavo, constituindo pouco menos da metade dos lexemas no dicionário atual. Eles são definidos por sua habilidade de permitir a adesão de morfemas que marcam tempo, aspecto, modo e se são finitos ou não, assim como pelo fato de funcionarem como predicados que apresentam argumentos.
Os verbos são utilizados como predicados de orações individualmente ou como parte de uma construção verbal em série. Esta é formada por pelo menos dois verbos que compartilhem TAM (Tempo-Aspecto-Modo) e marcação de finitude e que, juntos, constituam o predicado de uma oração. 
Em savosavo, os verbos formam uma classe gramatical aberta, em que podem ser adicionados empréstimos. Essa classe apresenta três grandes sub-classes: transitivos, intransitivos e ambitransitivos. Os verbos podem transitar entre essas sub-classes por meio do uso dos sufixos -vi, capaz de transformar verbos intransitivos em transitivos, e -za, capaz de transformas alguns verbos transitivos e ambitransitivos em intransitivos.

#### Transitivos
Dentre os verbos identificados no savosavo, 43,5% são transitivos. Esses verbos sempre concordam com seu objeto em pessoa, número e, na terceira pessoa do singular, gênero por meio de sufixos, prefixos, prefixos e sufixos simultaneamente e modificações do seu radical. Os empréstimos se encontram no grupo dos verbos que recebem sufixos.
|          |         | Prefixos   | Sufixos |
| -------- | ------- | ---------- | ------- |
| Singular | 1       | ng-        | -ngi    |
| Singular | 2       | n-         | -ni     |
| Singular | 3 masc. | l-         | -li     |
| Singular | 3 fem.  | k-         | -ghi    |
| Dual     | 1 incl. | (mai) ng-  | -mingi  |
| Dual     | 1 excl. | (aghe) ng- | -ghingi |
| Dual     | 2       | p-         | -pi     |
| Dual     | 3       | t-         | -ti     |
| Plural   | 1 incl. | (mai) ng-  | -mingi  |
| Plural   | 1 excl. | (ave) ng-  | -vingi  |
| Plural   | 2       | m-         | -mi     |
| Plural   | 3       | z-         | -mi     |

Quando verbos cujos radicais demandam prefixo estiverem na primeira pessoa dual ou plural e forem o único verbo ou o primeiro verbo transitivo de uma construção verbal em série, é obrigatório o uso de pronome pessoal livre antes deles. Essa regra evita confusão acerca do número quando a primeira pessoa é utilizada: 
- Te lo Prime Minister lo ave ngovu ngau. – E o Primeiro Ministro nos enviou.

Verbos que precisam de prefixo ou que têm seu radical modificado não podem ter sua transitividade alterada. No entanto, a maior parte dos verbos que recebem sufixos podem ser transformados em intransitivos pela partícula -za ou, em alguns casos, por meio da reduplicação:
- kirali (descascar algo) → kirakira (descascar) ou kiraza (ser descascado)

Atualmente, não se sabe ao certo quais são os critérios utilizados para definir em que categoria se encaixam os verbos transitivos, existe apenas uma hipótese que associa a origem das modificações de radicais com o fato de monossílabos serem desfavorecidos pelo savosavo.

#### Intransitivos
A segunda maior classe verbal são os verbos intransitivos e novos membros podem ser adicionados a ela. Esses verbos são definidos por sua incapacidade de permitir a adesão de um afixo que marque o objeto.
Quatro verbos intransitivos — sogha (pular), raghe (correr), sara (alcançar) e tele (equilibrar) — podem ser transformados em transitivos pelo sufixo -vi, de modo que uma marcação de objeto deve ser adicionada após o uso dessa partícula:
- sogha + -vi → soghavili (pular para algo ou alguém)
- raghe + -vi → raghevili (correr para algo ou alguém)
- sara + -vi → saravili (alcançar algo ou alguém)
- tete + -vi → tetevili (equilibrar em algo)

Após essa transformação, a forma verbal gerada não pode ter sua transitividade modificada pelo sufixo -za.

#### Ambitransitivos
Os verbos ambitransitivos são aqueles que são tanto transitivos quanto intransitivos, de forma que podem requerer ou não um objeto direto. Quando são utilizados como transitivos, esses verbos marcam seu objeto exclusivamente por meio de sufixos:
- ghavi (remar) → ghavili (remar uma canoa)
- kasanga (estar com raiva) → kasangali (estar com raiva de algo ou alguém)

Assim como os verbos intransitivos, os verbos ambitransitivos são uma sub-classe de verbos aberta, ou seja, que aceita novos membros.

#### Tempos Verbais
Em savosavo, a maior diferenciação quanto aos tempos verbais se dá entre futuro e não-futuro. A marcação do tempo futuro é obrigatória e incompatível com outras marcações de TAM, com exceção da partícula -ata. Os outros tempos, por sua vez, não são sempre marcados e, quando são, marca-se também o aspecto.

#### Modos Verbais
No savosavo, existem três modos verbais, representados por quatro partículas: -le, ale, -a e -lu.
O sufixo -le é utilizada para expressar o medo de que o evento descrito pela oração aconteça:
- "Ei, sikano ai lo vata taraila buale; no avele" tei(-i). – "Ei, não vá para esse tipo de igreja, senão você vai morrer," eles disseram.

Já o sufixo -ale é uma marcação do modo irrealis, utilizada em proibições e na segunda parte de orações condicionais hipotéticas ou contrafactuais:
- Angi oma tei sua vere savuli sua moneigho oma buale. – Se eu não tivesse dito essa palavra, ela não teria ido.

As partículas -a e -lu, por sua vez, indicam o modo imperativo no singular e no não singular, respectivamente:
- E, liaza baia! – E, volte!
- Kao, balu! – Venham na direção dos arbustos!

### Sentenças

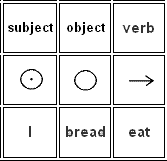
Exemplificação da ordem SOV no inglês.

A ordem dos constituintes no savosavo é Sujeito-Objeto-Verbo (SOV). Essa língua, de modo geral, segue os universais estabelecidos acerca dessa ordem — o genitivo dependente precede o substantivo governante, existem posposições ao invés de preposições, não existem regras invariáveis que posicione uma palavra interrogativa no início de perguntas e formas verbais subordinadas a um verbo principal o precedem.
O savosavo apresenta um alinhamento nominativo-acusativo, de modo que os sujeitos de verbos transitivos ou intransitivos são tratados da mesma maneira, recebendo o caso nominativo. Os objetos, por sua vez, são tratados de forma diferente. Eles não apresentam marcação de caso, mas aparecem nos verbos como referência cruzada.

#### Frases Verbais
Devido ao alinhamento do savosavo, as frases verbais contêm um sujeito e um ou, no máximo, dois objetos, assim como adjuntos de diferentes tipos. Esses elementos costumam preceder o verbo, especialmente quando são representados por sintagmas nominais:
- Kona ko mama mauzalo ghanatitu. – Ela está pensando nos seus pais.
- Ko adakikona lo ighiva te buka lememizu. – A mulher estava dando um livro para aqueles três.

A posição do sujeito, por sua vez, é mais flexível, dependendo da expressão linguística usada (sintagma nominal ou pronome enclítico). No entanto, em uma oração transitiva com sujeito e objeto representados por sintagmas nominais, a ordem será obrigatoriamente SOV.
Em frases verbais com mais de um argumento, objetos que são claramente identificáveis pelo contexto costumam não ser utilizados como sintagmas nominais, apenas representados pela concordância no verbo. Isso geralmente não ocorre com sujeitos. Nesse caso, alguns pronomes pessoais enclíticos de segunda posição são usados para denotar referentes estabelecidos. 

#### Predicados Nominais
Os predicados nominais podem ser frases posposicionais com o termo l-omata ("em"), locativos, frases com as marcações de derivação sua (ideia de atribuição) e lava (ideia de propriedade) como núcleo, e sintagmas nominais com marcações locativas ou sem marcação de caso. Além disso, os predicados nominais são, geralmente, uma frase verbal nominalizada através do sufixo -ghu. Esses predicados, quando colocados em justaposição com um sujeito, formam uma frase nominal.
A classificação das frases nominais pode ser baseada na natureza de seu predicado ou em sua semântica. No segundo caso, os sentidos podem ser de local, propriedade, posse, falta, pertencimento a uma classe ou ênfase no predicado: 
- Ko tadana kulo mangighala. – O marido dela estava no vilarejo, na direção do mar. (-la marca um sintagma locativo)
- Aiva tuvi seghe sua. – Minha casa está/estava cheia. (ideia de atribuição)

#### Negação
Em savosavo, a negação pode ser expressa de diferentes formas. A mais comum é o uso da partícula oma ("não") como resposta a perguntas ou para negar frases verbais e não verbais, sintagmas nominais e advérbios. Outras possibilidades são o uso do negativo existencial baigho(za), o sufixo irrealis -al, a partícula proibitiva sika e o sufixo apreensivo -le.
A partícula baigho e o verbo intransitivo baighoza são utilizadas para expressar que algo não existe. A primeira aparece com a marcação =e (baighoe) e funciona como um predicado nominal, enquanto baighoza funciona como um predicado verbal:
- Zu koatae, baighoe kedana. – Mas antes, não havia fogo.
- Zu lo boti ze bo leghealo baighozai. – Mas, quando eles procuraram pelo barco, ele não estava lá.

Baighoe pode ser usado por si só como resposta a algumas perguntas, enquanto baighoza pode ser usado em conjunto com oma para expressar que algo é possível.
Oma pode também se unir à partícula natu para formar a expressão oma natu ("ainda não"). Com esse mesmo sentido, usa-se também em conjunto com oma o sufixo imperfeito -atu atrelado ao verbo:
- Omato aeatu? – Eles ainda não se casaram?

O sufixo irrealis -ale aparece na segunda parte de orações condicionais hipotéticas ou contrafactuais. Ele é utilizado em comandos negativos junto à partícula sika. Esta pode também ser usada por si só, geralmente para repreender crianças.
O sufixo -le, por sua vez, é utilizado para marcar eventos indesejáveis.

#### Perguntas
Em savosavo, não é necessário que ocorram modificações sintáticas para a formação de perguntas, há apenas o uso de um lexema interrogativo na posição da informação requerida e/ou uma mudança no padrão de entonação.
As perguntas se dividem em dois tipo funcionais: perguntas de conteúdo e perguntas polares.
As perguntas de conteúdo usam proformas interrogativas. Elas pertencem a diferentes classes de palavras e substituem informações desconhecidas e requeridas na frase declarativa correspondente.
| Proforma interrogativa | Significado                | Classe gramatical    |
| ---------------------- | -------------------------- | -------------------- |
| ai                     | "quem"                     | substantivo          |
| apoi                   | "o que"                    | substantivo          |
| alea                   | "quantos"                  | numeral              |
| ala                    | "onde"                     | locativo             |
| avasa                  | "quando"                   | advérbio             |
| ake(-li)               | "ser o que", "fazer o que" | verbo ambitransitivo |
| maitei(-li)            | "ser como"                 | verbo ambitransitivo |

Um constituinte que contém ou consiste em uma proforma interrogativa geralmente é marcado com o enclítico =e (ideia de ênfase) ou seguido pela partícula te (ideia de ênfase):
- Aie lona. – Quem é esse?
- Zu maiteighulano te bai. – Mas por que você veio?

As perguntas polares, por sua vez, podem ser respondidas com "sim" ou "não":
- Aveghu bo majali tamaluli sue nona? – Você tem medo da morte ou de fantasmas?

Elas podem ser formadas a partir de frases verbais e não-verbais básicas através da mudança de entonação. Assim, o critério de diferenciação é um tom final mais alto, localizado no começo do último constituinte ao invés do fim do penúltimo, seguido por uma queda acentuada ou uma elevação no tom da última sílaba.

### Vocabulário

#### Numeração
O savosavo apresenta um sistema numérico decimal. Alguns dos numerais utilizados são:
| Número | Savosavo               | Número    | Savosavo                      |
| ------ | ---------------------- | --------- | ----------------------------- |
| 1      | ela (pade/pa)          | 30        | ighivaleza                    |
| 2      | edo                    | 40        | aghavaleza                    |
| 3      | ighiva (ighia)         | 50        | aratale                       |
| 4      | aghava                 | 60        | poghoatale                    |
| 5      | ara                    | 70        | poghoroatale                  |
| 6      | poghoa                 | 80        | kuiatale                      |
| 7      | poghoro                | 90        | kuavatale                     |
| 8      | kui                    | 100       | pa kela                       |
| 9      | kuava                  | 200       | edo kela                      |
| 10     | atale (pa kua/pa pigu) | 269       | edo kelagha poghoatale kuava  |
| 11     | panipiti               | 999       | kuava kelagha kuavatale kuava |
| 12     | edonipiti              | 1.000     | pa togha                      |
| 13     | ighivanipiti           | 2.000     | edo togha                     |
| 20     | nebolo                 | 10.000    | atale togha                   |
| 21     | nebolo pa              | 100.000   | pa kela togha                 |
| 22     | nebolo edo             | 300.000   | ighia kela togha              |
| 23     | nebolo ighiva          | 1.000.000 | pa mola                       |

O termo mola ("milhão") é um empréstimo de línguas oceânicas vizinhas. Esse é o único caso entre os numerais em que isso ocorre.
As diferentes palavras que representam os numerais um, três e dez são utilizadas de acordo com o contexto em que se encontram.
O termo ela ("um") é usado em contagens e na formação da expressão ela sua (primeiro). Além disso, ele pode ser utilizado como o modificador "alguns/algumas". Também como modificador, é usada a palavra pade ("um"). Esta é usada ainda em numerais complexos e para expressar a presença de um referencial comum.
É possível que o termo pade seja rezudido para pa. Este pode ser usado nos mesmo contextos que a forma completa, além de funcionar como artigo indefinido. Quando combinado com a partícula oma ("não"), significa "ninguém".
O termo ighia ("três") é usado como modificador em sintagmas nominais e em numerais complexos quando usado nas centenas ou nos milhares. A palavra ighiva ("três"), por sua vez, é utilizada em contagens e nos numerais complexos em que não se utiliza ighia. Além disso, ighiva também está presente em numerais ordinais com três.
As variações do numeral dez pa kua e pa pigu se referem, respectivamente, a dez ovos de aves da família Megapodiidae e dez cocos.